# Prasinocyma immaculata
Prasinocyma immaculata är en fjärilsart som beskrevs av Carl Peter Thunberg 1784. Prasinocyma immaculata ingår i släktet Prasinocyma och familjen mätare. Inga underarter finns listade i Catalogue of Life.